# P. J. Tucker
Anthony Leon «P. J.» Tucker, Jr. (Raleigh, Carolina del Norte, 5 de mayo de 1985) es un jugador de baloncesto estadounidense que actualmente se encuentra sin equipo. Con 1,96 metros de altura, juega en la posición de ala-pívot.

## Trayectoria deportiva

### Universidad
Jugó durante tres temporadas con los Longhorns de la Universidad de Texas. En su última temporada en el equipo fue elegido MVP de la Big 12 Conference, además de ser incluido por la Associated Press en el segundo quinteto All-American, tras promediar ese año 16,1 puntos, 9,5 rebotes y 2,9 asistencias por partido. Fue además finalista al Oscar Robertson Trophy y al John R. Wooden Award, dos de los premios más prestigiosos que se conceden al mejor jugador universitario del país.
En el total de su carrera universitaria promedió 13,7 puntos y 8,2 rebotes por encuentro.

### Profesional

#### Inicios
Fue elegido en el puesto 35 de la segunda ronda del Draft de la NBA de 2006 por Toronto Raptors, con quienes firmó un contrato por dos años el 26 de julio de ese mismo año. A pesar de que en los campus previos al draft había mostrado mejores estadísticas que su excompañero en Texas LaMarcus Aldridge, que finalmente fue elegido en el número 2, Tucker perdió toda probabilidad de ser elegido en primera ronda debido a su escasa estatura para un jugador de sus características. Participó en 17 partidos con los Raptors, jugando apenas 5 minutos por noche. El 5 de enero de 2007 el equipo lo envía a la NBA D-League, a los Colorado 14ers, su equipo afiliado en la liga de desarrollo. Un mes después es llamado de nuevo por los Raptors para una sustitución, pero no dura nada más que otro mes, siendo reenviado de nuevo a los 14ers, para poder hacer hueco a Luke Jackson.

#### Europa
Tras el final de la temporada 2006-07 Tucker asiste a las ligas de verano vistiendo la camiseta de los Cleveland Cavaliers, donde promedia 6,7 puntos y 4,3 rebotes en los 3 partidos que disputó. Sin embargo acaba fichando por el Hapoel Holon de la Liga Israelí, equipo con el que se proclamaría campeón de liga, rompiendo una racha de 15 triunfos consecutivos del Maccabi Tel Aviv, siendo elegido MVP del torneo y de la Final.
En verano de 2008 jugó en las ligas de verano con la camiseta de los Memphis Grizzlies, en un nuevo intento de triunfar en la NBA. Pero acabó firmando por el BC Donetsk ucraniano recién ascendido a la Ukrainian Basketball SuperLeague. Esa temporada fue All-Star, el equipo quedó tercero y Tucker renovó por una segunda temporada.
En marzo de 2010 fichó por el Bnei HaSharon de la liga israelí hasta final de temporada
En agosto de 2010 firma por el Aris BC de la liga griega, pero es cortado en marzo de 2011. En abril firma hasta final de temporada con el Sutor Basket Montegranaro italiano.
En julio de 2011, firma por una temporada con el Brose Baskets Bamberg alemán. Allí se proclama campeón de liga, donde es nombrado MVP de la Finales, y campeón de copa.

#### NBA

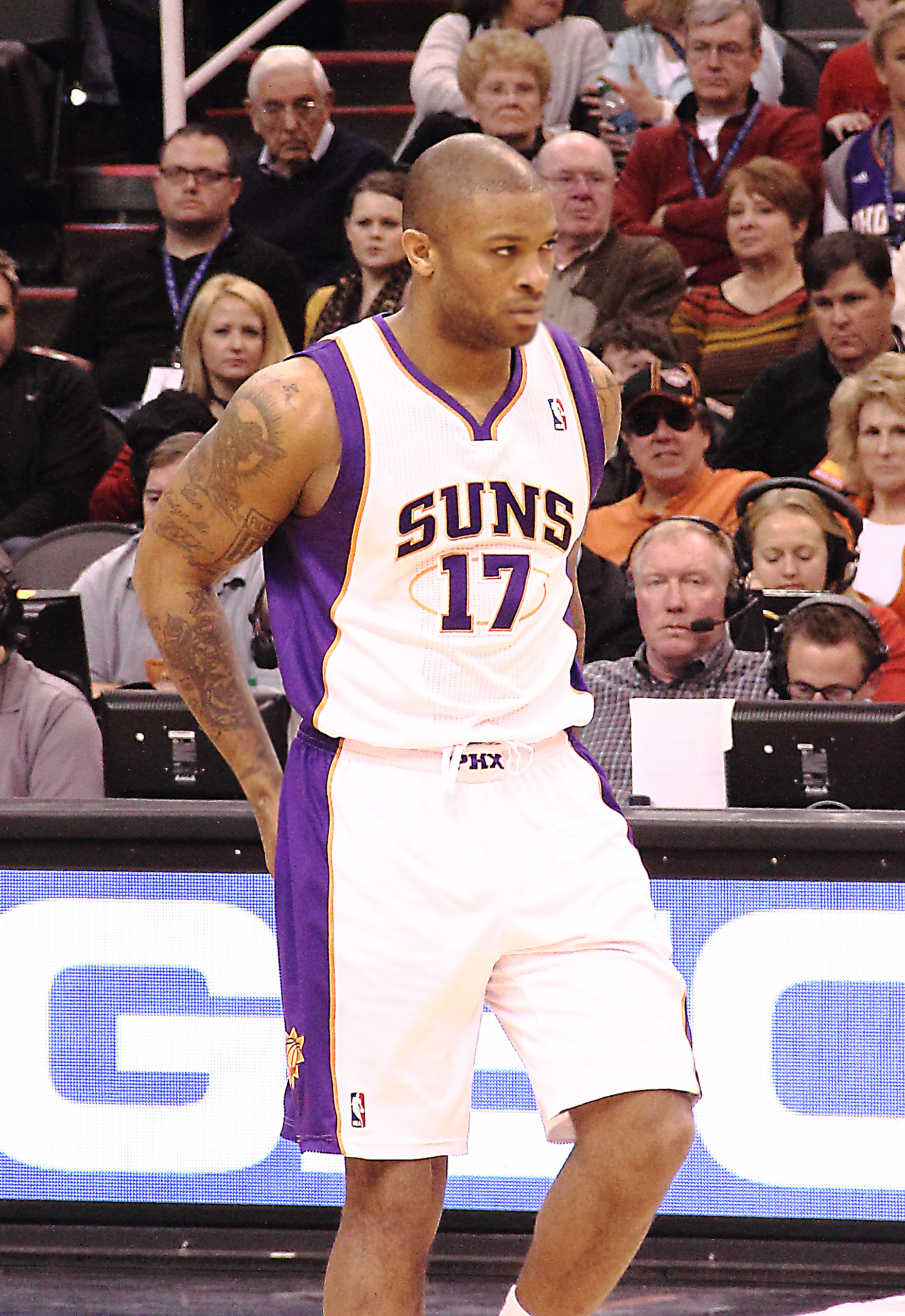
Tucker con los Suns en 2012.

En verano de 2012, firma un acuerdo con Spartak St. Petersburg ruso, pero el 1 de agosto firma oficialmente con los Phoenix Suns, un contrato de dos años.
El 23 de julio de 2014, renueva por 3 años con los Suns, por $16,5 millones.
Durante su quinta temporada en Phoenix, el 23 de febrero de 2017, es traspasado a Toronto Raptors a cambio de Jared Sullinger. En Toronto jugó 24 encuentros hasta final de temporada.
El 6 de julio de 2017, Tucker firmó un contrato de 4 años y $32 millones con Houston Rockets.
Durante su cuarto año en Houston, el 18 de marzo de 2021, es traspasado junto a Rodions Kurucs a Milwaukee Bucks, a cambio de D.J. Augustin y D.J. Wilson. El 20 de julio de 2021 consiguió, con los Bucks, su primer anillo de campeón tras vencer a los Phoenix Suns en las Finales de la NBA.
El 2 de agosto de 2021, firma como agente libre con Miami Heat.
El 30 de junio de 2022, firma un contrato por 3 años y $33,2 millones con Philadelphia 76ers.
El 30 de octubre de 2023 es traspasado a Los Angeles Clippers, junto a Filip Petrušev y James Harden, a cambio de Marcus Morris, Nicolas Batum, Robert Covington y KJ Martin.
A mediados de febrero de 2024 pidió públicamente ser traspasado tras casi tres meses sin jugar por decisión técnica, motivo por el cual fue multado por la NBA. Tras eso disputó varios encuentros hasta final de temporada, jugando 28 partidos con los Clippers. En octubre, acuerda con el equipo que no seguirá en su disciplina, hasta que se solucione su situación.
El 1 de febrero de 2025 fue traspasado junto a Mo Bamba, una selección de segunda ronda de 2030 y consideraciones en efectivo a los Utah Jazz a cambio de Drew Eubanks y Patty Mills. El 6 de febrero entra en un traspaso que involucra a diversas franquicias, operación que le envió a Miami Heat, aunque ese mismo día, es traspasado de nuevo a Toronto Raptors a cambio de Davion Mitchell. El 28 de febrero es cortado por los Raptors sin llegar a debutar. Este sería el tercer equipo por el que pasa esa temporada sin jugar para ninguno de ellos. El 9 de marzo, y tras un año sin jugar en encuentro oficial, firma por 10 días con New York Knicks, contrato que sería renovado por diez días más. Fue cortado el 30 de marzo, pero renovó por dos temporadas (la segunda opcional) al día siguiente.

## Estadísticas de su carrera en la NBA
|  | Denota temporada en la que ganó un Campeonato de la NBA |

### Temporada regular
| Año     | Equipo        | PJ  | PT  | MPP  | %TC  | %3P  | %TL   | RPP | APP | ROB | TPP | PPP |
| ------- | ------------- | --- | --- | ---- | ---- | ---- | ----- | --- | --- | --- | --- | --- |
| 2006-07 | Toronto       | 17  | 0   | 4.9  | .500 | .000 | .571  | 1.4 | .2  | .1  | .0  | 1.8 |
| 2012-13 | Phoenix       | 79  | 45  | 24.2 | .473 | .314 | .744  | 4.4 | 1.4 | .8  | .2  | 6.4 |
| 2013-14 | Phoenix       | 81  | 81  | 30.7 | .431 | .387 | .776  | 6.5 | 1.7 | 1.4 | .3  | 9.4 |
| 2014-15 | Phoenix       | 78  | 63  | 30.6 | .438 | .345 | .727  | 6.4 | 1.6 | 1.4 | .3  | 9.1 |
| 2015-16 | Phoenix       | 82  | 80  | 31.0 | .411 | .330 | .746  | 6.2 | 2.2 | 1.3 | .2  | 8.0 |
| 2016-17 | Phoenix       | 57  | 17  | 28.5 | .415 | .338 | .792  | 6.0 | 1.3 | 1.5 | .2  | 7.0 |
| 2016-17 | Toronto       | 24  | 4   | 25.4 | .406 | .400 | .688  | 5.4 | 1.1 | 1.3 | .2  | 5.8 |
| 2017-18 | Houston       | 82  | 34  | 27.8 | .390 | .371 | .717  | 5.6 | .9  | 1.0 | .3  | 6.1 |
| 2018-19 | Houston       | 82  | 82  | 34.2 | .396 | .377 | .695  | 5.8 | 1.2 | 1.6 | .5  | 7.3 |
| 2019-20 | Houston       | 72  | 72  | 34.3 | .415 | .358 | .813  | 6.6 | 1.6 | 1.1 | .5  | 6.9 |
| 2020-21 | Houston       | 32  | 32  | 30.0 | .366 | .314 | .783  | 4.6 | 1.4 | .9  | .6  | 4.4 |
| 2020-21 | Milwaukee     | 20  | 1   | 19.9 | .391 | .394 | .600  | 2.8 | .8  | .5  | .1  | 2.6 |
| 2021-22 | Miami         | 71  | 70  | 27.9 | .484 | .415 | .738  | 5.5 | 2.1 | .8  | .2  | 7.6 |
| 2022-23 | Philadelphia  | 75  | 75  | 25.6 | .427 | .393 | .826  | 3.9 | .8  | .5  | .2  | 3.5 |
| 2023-24 | Philadelphia  | 3   | 3   | 22.1 | .400 | .400 | —     | 4.7 | .0  | 1.0 | .7  | 2.0 |
| 2023-24 | L.A. Clippers | 28  | 7   | 15.0 | .356 | .367 | 1.000 | 2.5 | .6  | .5  | .2  | 1.6 |
| 2024-25 | New York      | 3   | 1   | 19.3 | .429 | .500 | –     | 2.7 | .0  | .3  | .3  | 3.0 |
| Total   | Total         | 886 | 667 | 28.2 | .425 | .366 | .750  | 5.4 | 1.4 | 1.1 | .3  | 6.6 |

### Playoffs
| Año   | Equipo        | PJ  | PT | MPP  | %TC  | %3P  | %TL  | RPP | APP | ROB | TPP | PPP  |
| ----- | ------------- | --- | -- | ---- | ---- | ---- | ---- | --- | --- | --- | --- | ---- |
| 2017  | Toronto       | 10  | 1  | 25.1 | .367 | .321 | .625 | 5.7 | 1.1 | .6  | .3  | 5.0  |
| 2018  | Houston       | 17  | 17 | 33.5 | .481 | .467 | .667 | 6.5 | 1.3 | .6  | .8  | 8.9  |
| 2019  | Houston       | 11  | 11 | 38.7 | .455 | .456 | .826 | 7.5 | 1.7 | 1.7 | .7  | 11.4 |
| 2020  | Houston       | 12  | 12 | 34.5 | .398 | .373 | .000 | 7.2 | 1.5 | 1.1 | .3  | 7.9  |
| 2021  | Milwaukee     | 23  | 19 | 29.6 | .388 | .322 | .750 | 5.8 | 1.1 | 1.0 | .1  | 8.3  |
| 2022  | Miami         | 18  | 18 | 28.3 | .495 | .451 | .688 | 5.7 | 1.8 | .8  | .3  | 7.9  |
| 2023  | Philadelphia  | 11  | 11 | 26.7 | .373 | .350 | .667 | 4.5 | 1.5 | 1.2 | .3  | 4.9  |
| 2024  | L.A. Clippers | 2   | 1  | 15.3 | .667 | .750 | —    | 1.5 | .0  | .0  | .0  | 5.5  |
| 2025  | New York      | 1   | 0  | 4.0  | —    | —    | —    | .0  | .0  | .0  | .0  | .0   |
| total | total         | 105 | 90 | 30.3 | .436 | .404 | .722 | 5.7 | 1.4 | .9  | .4  | 6.9  |

## Vida personal
Es hijo de Anthony y Aleshia Tucker. El apodo de "P.J" se lo puso su padre nada más nacer, como una abreviatura de "Pop Junior". Con pocos meses de edad, su familia se trasladó a Fráncfort del Meno, Alemania, debido a que su padre servía en el Ejército de los Estados Unidos, donde permanecieron durante cinco años. A su retorno a su país, se establecieron en Kentucky durante un año, para regresar de nuevo a Raleigh, cuando P.J. tenía seis años de edad.
Está casado con su novia de toda la vida, Tracey Tucker, con la que tiene tres hijos.